# Crhov
Crhov (deutsch Cerhow, früher Czerhow) ist eine Gemeinde in Tschechien. Sie liegt zwei Kilometer südöstlich von Olešnice und gehört zum Okres Blansko.

## Geographie

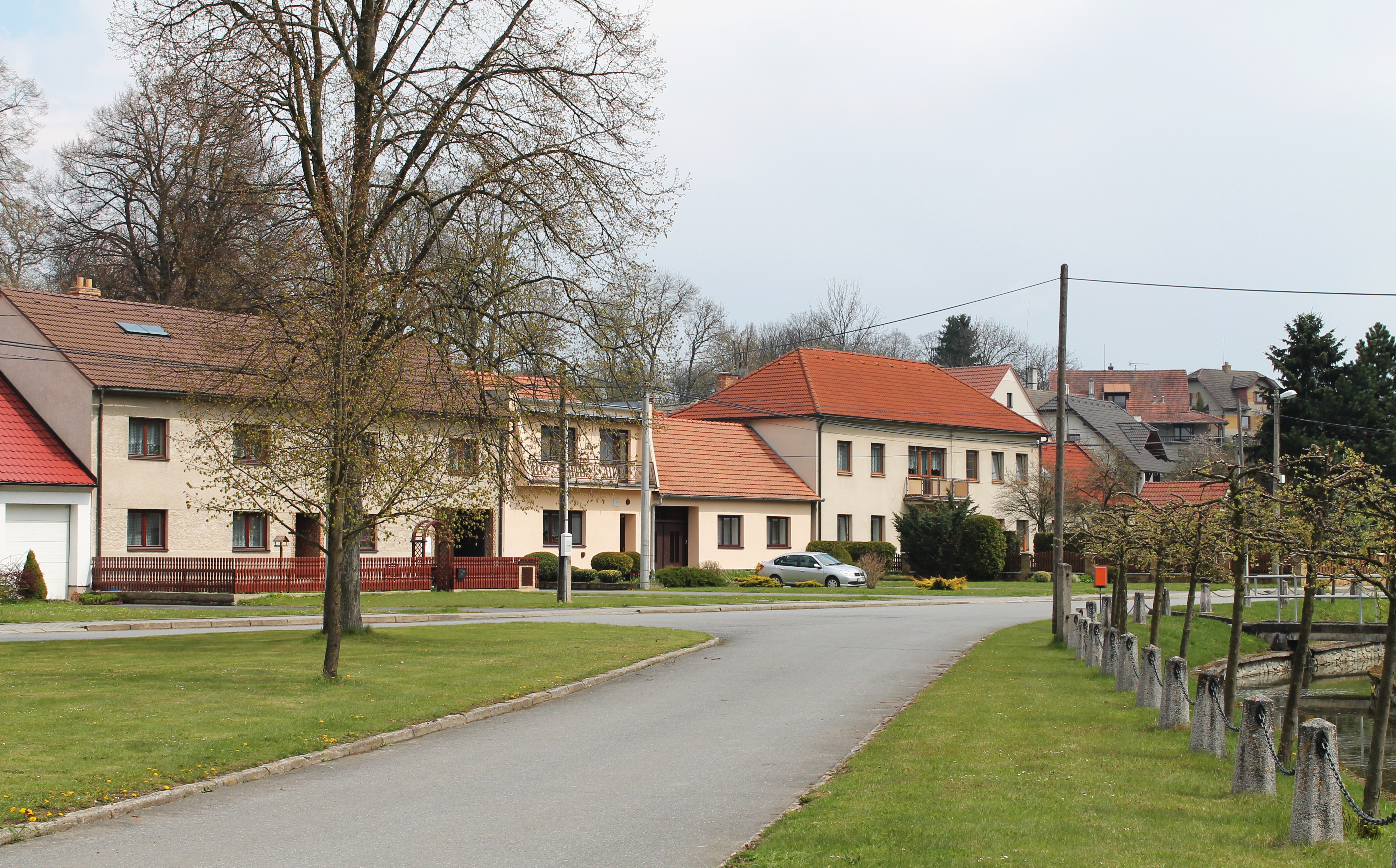
Dorfplatz in Crhov

Crhov befindet sich im Bergland der oberen Swratka, einem Teil der Böhmisch-Mährischen Höhe, im Tal des Baches Crhovský potok. Das Dorf liegt am östlichen Rand des Naturparks Svratecká hornatina. Nordöstlich erhebt sich der Kamperk (Kammberg, 640 m), im Osten der Kocholík (651 m), südlich der Hradisko (642 m), im Südwesten der Vrchy (638 m) und nordwestlich der Srstkův kopec (611 m).
Nachbarorte sind Veselka im Norden, Ústup und Rozsíčka im Nordosten, Sulíkov im Osten, Petrov und Rozseč nad Kunštátem im Südosten, Louka im Süden, Loucký Dvůr und Prosetín im Südwesten, Křtěnov im Westen sowie Olešnice im Nordwesten.

## Geschichte
Die erste schriftliche Erwähnung des Dorfes erfolgte 1353 als Besitz der Vladiken von Drnovice. 1487 bestand in Crhov eine Feste. Wilhelm II. von Pernstein vereinte Crhov 1496 mit den Gütern der Burg Louka und schlug sie der Herrschaft Pernstein zu. Zum Ende des 16. Jahrhunderts wurde das Dorf beim Ausverkauf der Herrschaft Pernstein an die Herrschaft Kunstadt verkauft. Im Jahre 1790 lebten in dem Dorf 235 Menschen. Im 19. Jahrhundert erfolgte bei Crhov Bergbau auf Graphit.
Nach der Aufhebung der Patrimonialherrschaften bildete Crhov ab 1850 eine Gemeinde in der Bezirkshauptmannschaft Boskovice. 1868 wurde die Schule eingeweiht, zuvor erfolgte der Unterricht in Olešnice. Die Freiwillige Feuerwehr wurde 1882 gegründet. Zwei Jahre später eröffnete bei der Schule eine Gemeindebücherei. 1900 hatte das Dorf 321 Einwohner, im Jahre 1910 waren es 311. 1936 wurde die Bezirksstraße von Olešnice nach Rozseč nad Kunštátem errichtet, im Jahre 1948 erfolgte die Regulierung des Crhovský potok. 1960 war die Einwohnerzahl auf 242 gesunken. Mit Beginn des Jahres 1961 wurde die Gemeinde dem Okres Blansko zugeordnet. Im Jahre 1980 bestand Crhov aus 49 dauerhaft zu Wohnzwecken genutzten Häusern und hatte 190 Einwohner. Zwischen 1989 und 1993 war Crhov ein Ortsteil von Olešnice. Seit 1994 besteht die Gemeinde Crhov wieder. Am Abend des 15. Juli 2002 schwoll der Crhovský potok nach einem starken Gewitter zu einem reißenden Strom an. Crhov gehörte neben Štěpánov nad Svratkou, Olešnice und Hodonín zu den vier meistgeschädigten Dörfern beim Hochwasser von 2002 im Einzugsgebiet der Hodonínka.

## Gemeindegliederung
Für die Gemeinde Crhov sind keine Ortsteile ausgewiesen.

## Sehenswürdigkeiten
- Kapelle
- Wassermühle
- Reste der Burg Louka, südlich des Dorfes